# Halmyrapseudes thaumastocheles
Halmyrapseudes thaumastocheles is een naaldkreeftjessoort uit de familie van de Parapseudidae. De wetenschappelijke naam van de soort is voor het eerst geldig gepubliceerd in 1935 door Monod.